# Google Earth
Google Earth ist eine Software des US-amerikanischen Unternehmens Google LLC, die einen virtuellen Globus darstellt. Sie kann Satelliten- und Luftbilder unterschiedlicher Auflösung mit Geodaten überlagern und auf einem digitalen Höhenmodell der Erde zeigen. Die Software ist in der Grundform unentgeltlich und für die Betriebssysteme Windows (ab Windows 7), OS X (ab 10.8) und Linux verfügbar sowie auf BSD-Derivaten lauffähig.

## Geschichte
Mehrere der Mitbegründer von Google Earth arbeiteten bei Silicon Graphics an der Entwicklung von Supercomputern. Der ursprüngliche „Clip Mapping“ Algorithmus wurde bei SGI erfunden, funktionierte aber nur auf Supercomputern. Silicon Graphics stellte „From Space to [Your] Face“ 1996 oder früher öffentlich vor. Es zoomte vom Weltraum zu einem 3D-Punkt in den Alpen.
1998 wurde Intrinsic Graphics von ehemaligen Mitarbeitern von Silicon Graphics gegründet. Sie entwickelten einen neuen „Clip-Mapping“-Algorithmus, der mit gängigen PC-3D-Grafikkarten funktionierte. 1998 entwickelte Intrinsic Graphics eine Earth Viewer-Demo, um die Leistungsfähigkeit seiner Spieleplattform zu demonstrieren.
1999 wurde Keyhole als Spin-Off-Unternehmen von Intrinsic Graphics gegründet. Das von Michael T. Jones (ehemaliger Chefentwickler der SGI Grafikbibliotheken) und John Hanke gegründete Unternehmen Keyhole Corp. hatte die Software unter dem Namen „Keyhole“ (in Anlehnung an eine Serie von Spionagesatelliten) gestartet und unter dem Namen „Earth Viewer“ weiterentwickelt. 2004 veröffentlichte die NASA mit World Wind eine sehr ähnliche Software unter einer Open-Source-Lizenz. Am 27. Oktober 2004 kaufte Google Inc. das Unternehmen Keyhole Corp. und benannte die Software Earth Viewer ab dem 28. Juni 2005 in Google Earth um. Die Portierung auf OS X wurde im Januar 2006, die Linux-Portierung im Juni 2006 veröffentlicht.
Das Berliner Unternehmen ART+COM hat 1994 im Auftrag der Deutschen Telekom Berkom das Projekt Terravision entwickelt. ART+COM verklagte Google im Jahr 2014 wegen Patentverletzung. Das Unternehmen hat den Rechtsstreit und die Berufung verloren. Eine Netflix-Serie über den Fall erschien 2021 unter dem Namen The Billion Dollar Code.

## Versionen

### Google Earth Pro
Google Earth Pro war ursprünglich für professionelle Zwecke gedacht und unterstützt weitere Module wie etwa einen Movie-Maker. Anfang 2015 ersetzte Google Earth Pro die Basisversion und wird seitdem kostenlos angeboten. Verschiedene Funktionen, wie die Anzeige historischer Bilder, werden nur in dieser Version realisiert.
Unterstützt wird der Import der Formate MapInfo .TAB, ESRI Shapefile, US Census Tiger Line Files (RT1) und MicroStation DGN.

### Web-Version
Die Bilddaten von Google-Earth sind darüber hinaus mittels Google Maps auch über einen Web-Browser einzusehen. Allerdings war die dreidimensionale Ansicht damit zunächst nicht möglich. Seit dem 27. April 2010 ist Google Earth auch in Maps integriert, so dass man auch eine 3D-Ansicht hat und unter Wasser gehen kann. Wie bei der Software kann man die Bilder auch kippen und drehen.
Am 18. April 2017 wurde (parallel zur Android-App, Version 9) eine neue, vollständig überarbeitete sogenannte Webversion von Google Earth zunächst ausschließlich für Google Chrome veröffentlicht. Demnächst soll Google Earth mit Hilfe von WebAssembly auch für alle anderen Webbrowser verfügbar gemacht werden. Sie umfasst neben einem neuen Design ebenfalls viele neue Funktionen, so kann Google Earth nun auch durch indirekt formulierte Suchanfragen Suchergebnisse finden. Außerdem sind die schon in der Google-Suche integrierten Wissenskarten zu jeweiligen Orten mit Informationen und Fotos ebenfalls verfügbar. Zusätzlich sind in dieser Version 3D-Objekte eingebaut.
Die Benutzeroberfläche wurde im Material Design gestaltet.

### Google Earth Mobil
Seit 2010 kann Google Earth auch als Anwendung aus Apples App Store heruntergeladen werden. Außerdem ist es bei Google Play für Android-Geräte erhältlich.
In der Google Earth App kann man die meisten Funktionen der Desktopversion auch nutzen, beispielsweise 3D-Bilder und Geländedarstellungen, Street View, zoomen und neigen usw. Allerdings können mit der mobilen Version von Google Earth keine 3D-Modelle selber hinzugefügt werden.
Im Juni 2012 kündigte Google an, dass künftig die dreidimensionale Darstellung kompletter Metropolregionen aus einer 45-Grad-Vogelperspektive auf mobilen Geräten möglich sein soll.
Am 20. April 2017 wurde die Android-App auf Version 9 aktualisiert, die die gleichen Neuerungen wie die am 18. April 2017 veröffentlichte Web-Version von Google Earth mit sich brachte.

### Google Earth VR
Seit November 2016 ist Google Earth in virtueller Realität verfügbar. Die Funktion Street View wurde im September 2017 integriert.

### Nicht mehr weiterentwickelte Versionen

#### Google Earth
Google Earth ist eine kostenlose Basisversion der Software. Neben der einfachen Navigation auf dem Globus wurden eine Suchfunktion und ein Messwerkzeug integriert. Über ein Auswahlmenü lassen sich die unterschiedlichsten Kartenschichten ein- und ausblenden, weiterhin eigene Punktkoordinaten abspeichern. Ab Version 4.0.2735 unterstützt das Programm die Darstellung von Texturen auf 3D-Modellen. Es gab eine Winterversion (Alpenpanorama) in der Zeit vom 10. Dezember 2011 bis zum 25. April 2012.

#### Google Earth Plus (bis 2008)
Google Earth Plus war eine kostenpflichtige Version (20 US-Dollar jährlich) mit erweiterten Funktionen gegenüber der Basisversion.
Folgende Funktionen waren zusätzlich verfügbar:
- GPS-Integration – liest Wegstrecken und Wegpunkte von GPS-Geräten (mit Zusatztool auch in der Basisversion verfügbar[22])
- höhere Auflösung beim Druck möglich
- Erstellung von Gebäuden möglich

Ende 2008 stellte Google mit Programmversion 5.0 die Option Google Earth Plus ein, da schon die kostenlose Grundversion eine GPS-Integration hat und die Vorteile von Plus zu gering wären. Die bis dahin erworbenen Abos liefen aus. Bisherigen Earth-Plus-Inhabern bot Google einen Umstieg auf Google Earth Pro für einmalig 99 US-Dollar (danach 400 US-Dollar) an.

## Funktionen

### Google Sky
Ab der Version 4.2 wurde die Funktion Google Sky eingeführt. Mit dieser Funktion ist es möglich, virtuell durch das Weltall zu reisen. Diese Bilder sind unter anderem vom Hubble-Weltraumteleskop aufgenommen. Auch die Bilddaten von Sky sind über eine Webanwendung im Browser verfügbar.

### Flugsimulator
Mit einer ab Version 4.2 zunächst versteckten Funktion (Easter Egg) kann man Google Earth auch als Flugsimulator nutzen. Ab Version 4.3 ist der Flugsimulator auch über das Menü erreichbar. So kann von der aktuellen Position oder von voreingestellten Flughäfen mit zwei verschiedenen Flugzeugtypen gestartet werden.

### Gigapixel-Bilder
Mit Version 4.2 können auch Bilder mit einer Auflösung im Gigapixel-Bereich in Google Earth eingebunden werden.

### Street View
Ab Version 4.3 sind die in Google Maps bekannten Rundumsichten aus den Straßen einiger Gebiete, genannt Street View, auch in Google Earth erreichbar.

### Sonnenstandsfunktion
Ebenfalls ab Version 4.3 verfügt Google Earth über eine Funktion, die das Sonnenlicht auf der Erdoberfläche zu einem frei wählbaren Zeitpunkt simuliert. So kann ein beliebiger Ort bei Tag, Nacht und in der Dämmerung angezeigt werden. Das Geländemodell sowie 3D-Modelle werden in die Berechnung miteinbezogen, so dass z. B. auch Schattenhänge in engen Tälern dargestellt werden. Der Sonnenauf- und -untergang ist auch als Animation abspielbar.

### Google Ocean
Ab Version 5.0 ist es durch die Google-Ocean-Funktion möglich, Unterwasserreliefs in 3D-Ansicht zu betrachten. Per Video kann man Informationen über die Vegetation des gerade betrachteten Abschnitts erhalten oder sich über in der Nähe befindliche Schiffswracks informieren.

### Zeitreisenfunktion
Ab Version 5.0 lassen sich historische Luft- und Satellitenbilder einblenden. Diese werden über die aktuelle Google-Earth-Oberfläche gelegt. Mit einer Zeitleiste gibt es eine Auswahlmöglichkeit der verfügbaren Aufnahmezeitpunkte, falls für die dargestellte Region historische Aufnahmen verfügbar sind.

### Google Mars
Auch der Mars lässt sich ab Version 5.0 virtuell betrachten. Zwar reicht die Schärfe der Satellitenfotos bei Weitem nicht an die der Erde heran, doch an markanten Stellen, wie zum Beispiel an der mächtigsten Erhebung des Mars, dem Olympus Mons, bleiben die Fotos beim Heranzoomen bis auf ca. 2000 m Sichthöhe scharf. Per Klick auf entsprechende Symbole auf der Marsoberfläche kann man Informationen zu den Forschungsprojekten erhalten, die dort stattfinden bzw. stattgefunden haben. Mittels der Fotos, welche von den Mars-Exploration-Rovern Spirit und Opportunity aufgenommen wurden, können einzelne Gebiete auf dem Mars in 360-Grad-Panoramabildern aus der Beobachterperspektive dargestellt werden. Dieselbe Technik wird auch bei Google Streetview verwendet. Die Satellitenaufnahmen des Mars sind ebenso über den Browser erreichbar.

### Google Moon
Zum 40-jährigen Jubiläum der Mondlandung von Apollo 11 wurde Google Moon am 21. Juli 2009 zur Verfügung gestellt, womit nun auch der Mond ab Version 5.0 virtuell besucht werden kann.

### Niederschlagsfunktion
Ab Version 5.2 ist es möglich, durch Wetterdaten erstellten virtuellen Niederschlag zu beobachten. Dabei sind neben Regen und Schnee auch Stürme möglich. Kritisiert wird, dass die Daten zum Teil nicht mit den örtlichen Prognosen übereinstimmen.

### Reiseführer
Der Reiseführer zeigt einige Bilder und die Grenzen von zum Beispiel Kontinenten, Städten und Ländern an, zu denen ein kleiner Text zur Information aus Wikipedia angezeigt wird.

### Historische Karten
Google Earth kann historische Karten anzeigen, die sich als neue Ebene über die Karte legen.

## Daten
Google Earth benutzt für die Pseudo-Mercator-Projektion das globale geodätische System WGS84 mit dem EPSG Code 3857.
Beginnend bei einer Ansicht des Globus kann man immer weiter in die Details hineinzoomen. Viele der Daten sind auch über Google Maps als Website verfügbar.
Im Juni 2006 umfasste die Datenbank ca. 70,5 Terabyte Bild- und 500 GB Indexdaten. Nach mehreren großen Updates wurde der Umfang im September 2006 auf 150 TB geschätzt, diese Zahl hat sich mittlerweile weiter erhöht.
Zum 27. Juni 2016 wurde ein neues, höher auflösendes Satellitenbild für die ganze Welt freigeschaltet. Es basiert auf Daten des Satelliten Landsat 8 und ist erstmals – durch Computerberechnungen – wolkenfrei.

### Bilddaten
Die Qualität der Aufnahmen ist unterschiedlich. Die Detailauflösung der Rasterdaten beträgt flächendeckend meist 15 m (ein Pixel entspricht 15 m × 15 m), in einigen Ballungsgebieten sind teilweise auch Auflösungen bis zu 15 cm verfügbar. Bei dieser Auflösung lassen sich einzelne Menschen als solche erkennen, wobei ein günstiger Schattenwurf hilfreich ist.
- Basis-Auflösung
  - weltweit meist 15 m (Einige Inseln in den Weltmeeren sind nur mit der sehr niedrigen Auflösung des Blue-Marble-Bildes zu sehen.)
- typische hohe Auflösung
  - Große Bereiche Europas und in den USA teilweise ganze Staaten: 1 m, 60 cm, 30 cm, 15 cm. Einige Städte sind sogar mit einer noch höheren Auflösung von 5–10 cm pro Pixel dargestellt.
  - Global: hohe Auflösungen in den meisten Ballungsräumen weltweit (z. B. Bagdad).

Die Bilddaten gröberer Auflösung – bis im besten Falle 60 cm – stammen zwar aus Satellitenbildern, für höhere Auflösungen werden jedoch aus Flugzeugen aufgenommene Bilder verwendet. Als Hauptdatenquelle gilt 2006 das Unternehmen DigitalGlobe, welches selbst zwei Satelliten betreibt.
Wie Google seit Jahren versichert, sind die Bilddaten durchschnittlich zwischen einem und drei Jahre alt; es befinden sich aber nachweislich auch Daten darunter, die zehn Jahre und älter sind (so stammen manche hochauflösenden Daten der Schweiz von 1997 und die flächendeckenden Daten für Deutschland sind auf den 4. März 2000 datiert). So sind zum Beispiel die Aufnahmen einiger Regionen Europas trotz dichter Besiedlung unscharf oder veraltet, während beispielsweise vom dünnbesiedelten grönländischen Ort Nuuk überdurchschnittlich gute Bilder vorliegen.
Ab Version 4.3 wird der Aufnahmezeitpunkt, wenn dieser bekannt ist, jahres-, monats- oder oft sogar tagesgenau an der unteren Fensterkante eingeblendet.

### Vektordaten
Neben den Bilddaten (Rasterdaten) greift die Software auf zahlreiche Vektordatensätze zu. Ländergrenzen, Ortschaften oder Verkehrsnetze sind so einblendbar. Besonders im US-amerikanischen Raum sind zahlreiche weitere Kartenschichten wie Hotels, Schulen und Apotheken verfügbar. Im deutschsprachigen Raum können z. B. Straßenverläufe und Straßennamen angezeigt werden.

### Selbsterstellte Daten
Da sich eigene Geodaten im Keyhole Markup Language (KML)-Format abspeichern und wieder einladen lassen, stellen zahlreiche Anwender Zusatzdaten bereit. Mittels sogenannter Netzwerklinks können diese Daten auch aktuell vom Server nachgeladen werden. Neben Verkehrsdaten, Wetterinfos oder 3D-Modellen (z. B. vom Eiffelturm) gibt es viele Punktkoordinaten-Sammlungen. Die 3D-Modelle kann man dabei mittels einer Software namens Sketchup recht einfach auf Basis der Luftbilder und Höhendaten selbst erzeugen. Durch Kooperation mit der Webseite Panoramio.com, die von Google übernommen wurde, können mittlerweile auch über drei Millionen Benutzerfotos mit lokalem Bezug dargestellt werden.

### Rechtliche Situation
Ein persönlicher Gebrauch von Screenshots ist auf eigenen Homepages, Blogs oder in Dokumenten bei Quellennennung erlaubt, jegliche kommerzielle Nutzung hingegen bedarf einer Genehmigung.

### Zensur
In verschiedenen Ländern wurde bereits 2005 kritisiert, dass die von Google Earth gezeigten Details zu genau seien und zum Beispiel bei der Vorbereitung terroristischer Angriffe helfen könnten. Kritik kommt unter anderem aus Indien, Australien und Südkorea. 
Tatsächlich wurden bereits Objekte wie zum Beispiel bestimmte Orte und Gebäude in den USA und anderen Ländern aus Sicherheitsgründen unkenntlich gemacht.
Google hat jedoch keinen Einfluss auf die Zensur der Satellitenbilder. Google macht die Satellitenbildaufnahmen nicht selbst, sondern kauft die Aufnahmen von externen Anbietern hinzu. Google ließ verlauten: „Wenn Orte oder Gebäude bei Google Earth verpixelt dargestellt sind, liegt das daran, dass die Original-Satellitenbilder bereits verpixelt waren“.

## Mit Google Earth gefundene Objekte
Durch die große Zahl von Nutzern wurden Dinge in der Landschaft entdeckt, die die Luftbildarchäologie bis dato nicht fand.

### Römische Villa in Italien
Einem Bericht der italienischen Zeitung La Repubblica vom 20. September 2005 zufolge fand ein Italiener namens Luca Mori eine römische Villa aus der Antike. Ihm sei, während er an seinem Rechner mit Google Earth die Gegend rund um seine Heimatstadt Parma erkundet habe, eine seltsame Form in der Nähe der kleinen Gemeinde Sorbolo 44° 52′ 48″ N, 10° 25′ 27″ O aufgefallen. Daraufhin habe er Archäologen eines Museums in Parma informiert. Diese seien dem Hinweis nachgegangen und fanden bei Ausgrabungen tatsächlich eine antike Villa.

### Impaktkrater
Im Jahr 2009 entdeckte Vincento De Michele im südwestlichen Ägypten in der Nähe der Grenze zum Sudan einen 45 m großen Einschlagkrater. Forschungsexpeditionen machten Meteoritenfunde und bestätigten einen geologisch jungen und gut erhaltenen Krater. Der Impaktkrater trägt die Bezeichnung Kamil-Krater nach dem in der Nähe liegenden Berg Djebel Kamil.

## Trivia
- Die Ameisenart Proceratium google aus Madagaskar erhielt ihren Namen aus Dankbarkeit ihres Entdeckers für die Nützlichkeit von Google Earth bei seinen Forschungen.[36][37]
- Einige von Fans programmierte Erweiterungen[38] für den Microsoft Flight Simulator X greifen auf die Datenbanken von Google Earth zu und texturieren mit ihr die Landschaft um das Flugzeug herum. Zwar ergeben sich somit sehr detaillierte Landschaften, jedoch schränkt die Übertragungsrate der eigenen Internetanbindung sowie der Google-eigenen Datenbank die Nutzung ein. Zusätzlich unterbindet Google die übermäßige Nutzung durch solche Fremddienste und unterbricht die Verbindung nach einer bestimmten Zeit oder Datenmenge.
- Der Film Crank und dessen Fortsetzung Crank 2: High Voltage benutzen intensiv Bilder und Animationen aus Google Earth, wenn z. B. der Hauptcharakter einen neuen Ort aufsucht.
- Mit Unterstützung von Michael T. Jones wurde 2010 in Deutschland ein interaktiver „sphärischer Globus“ (Multitouch Globus) auf Basis von Google Earth entwickelt. Google lieferte dabei die Softwareerweiterung „EarthPlusPlus“, um den Computer mit Multi-Touch-Bildschirm (Durchmesser 1 m) mit Daten zu versorgen. Dieser Spezialrechner soll unter anderem mit erweiterten Funktionen die Seenavigation erleichtern.
- Saroo Brierley fand mit Google Earth nach 25 Jahren seinen Heimatort in Indien und seine leibliche Mutter wieder.[39][40][41] Sein Buch und der danach gedrehte Film Lion – Der lange Weg nach Hause erzählen die Geschichte.